# A Voyage Round My Father
A Voyage Round My Father (Brasil: O Melhor Pai do Mundo ) é um telefilme britânico de 1982 baseado no livro autobiográfico de John Mortimer, dirigido por Alvin Rakoff e produzido pela Thames Television. Estrelando Laurence Olivier, Alan Bates, Elizabeth Sellars e Jane Asher nos papéis principais.

## Enredo
Um advogado de sucesso fica cego ao atingir a meia-idade. Decidido a continuar a advogar, ele recebe o apoio da família, principalmente do seu filho, John (Alan Bates). Em meio às memórias, resquícios do passado e uma busca pelo respeito e amor do seu pai, John aprende a amar e ser amado.

## Elenco
- Laurence Olivier... Clifford Mortimer
- Alan Bates... John Mortimer
- Jane Asher... Elizabeth
- Elizabeth Sellars... mãe
- Michael Aldridge... diretor
- Alan Cox (ator)... filho
- Norman Bird...
- Albert Welling... Jafé
- James A. Downer... Reigate
- Susan Littler... Miss Cox
- Gay Wilde... Miss Baker
- Anthony Sharp... diretor de cinema
- Ann Davies... A.T.S. Girl
- Judy Riley... A.T.S. Girl
- Jonathan Newth... Boustead

## Principais prêmios
| Ano  | Premiação          | Categoria                      | Resultado |
| ---- | ------------------ | ------------------------------ | --------- |
| 1982 | Emmy Internacional | Melhor Drama                   | Venceu    |
| 1983 | BAFTA Awards       | Melhor Edição                  | Venceu    |
| 1983 | BAFTA Awards       | Melhor Drama Individual        | Indicado  |
| 1983 | BAFTA Awards       | Melhor Ator (Laurence Olivier) | Indicado  |
| 1983 | BAFTA Awards       | Melhor Atriz (Jane Asher)      | Indicado  |
| 1983 | BAFTA Awards       | Melhor Filme Cinematográfico   | Indicado  |
| 1983 | BAFTA Awards       | Melhor Canção Original (TV)    | Indicado  |